# ديالة
الدُيالَة (بالإنجليزية: Dialysate)‏ هي المادة التي تعبر إليها الشوارد عبر غشاء نصف نفوذ أثناء عملية الديال، تستخدم في تسهيل انتشار الشوراد والفضلات من بلازما الدم والمحافظة على الشوارد المهمة داخل الجسم.

## تكوين الديالة
تتكون الديالة من سائل معقم بداخله عدة أيونات مذابة، تحتوي الديالة على تراكيز صوديوم وكلور تشبه التراكيز الموجودة في الدم، بينما يكون تركيز بيكربونات الصوديوم في الديالة أعلى منها في الدم وذلك لتصحيح حموضة الدم الناتجة عن الفضلات التي يحتويها، تنتقل الأمونيا والبوتاسيوم والفوسفات من الدم إلى الديالة عبر الانتشار.
أحياناً تتم إضافة تراكيز قليلة من الغلوكوز إلى الديالة.